# اسکنبیل ایرانی
اسکنبیل ایرانی، اسکنبیل رودباری (نام علمی: Calligonum persicum) نام یک گونه از سرده اسکنبیل است. این سرده در ایران ۱۲ گونه گیاه درختچه ای بیابانی دارد.